# Петре Міто Андреєвський

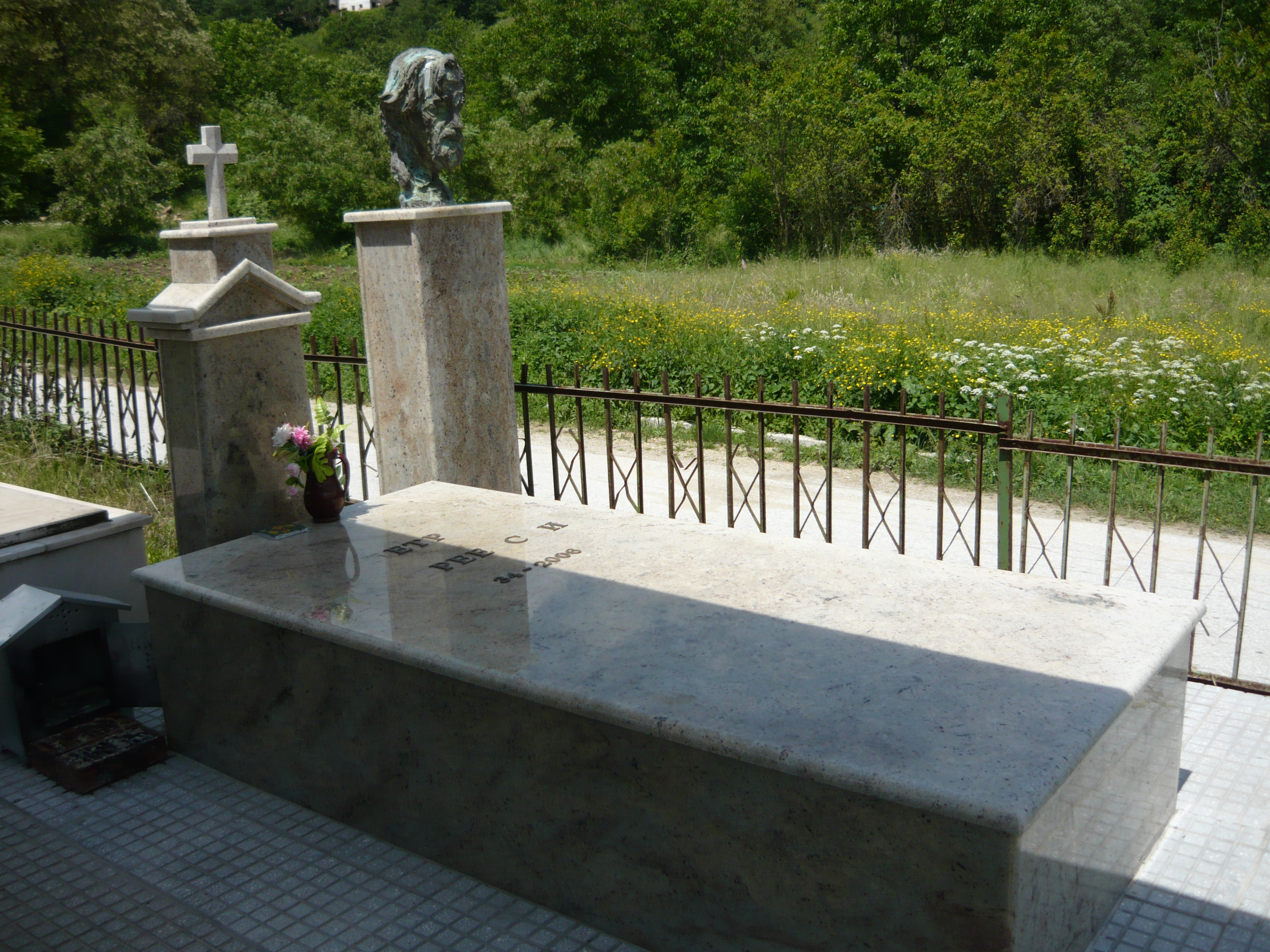
Могила Петре М. Андрєєвського в Слоещиці, Демір Гісар

Петре Міто Андреєвський (мак. Петре Мито Андреевски; *25 червня 1934, Слоєштица — †25 вересня 2006, Скоп'є) — відомий македонський поет, новеліст, автор коротких історій та драматург.